# 音楽出版社
音楽出版社（おんがくしゅっぱんしゃ）は、音楽著作物の利用機会の開発を行う事業者である。もともとは楽譜を出版していたが、著作権が法的に保護されるようになると、作家の知的財産を管理する役割を担うようになった。

## 歴史と起源
音楽出版社の歴史を遡源すると、16世紀のヨーロッパに求められる。「出版社」といわれる通り、当初は楽譜の出版と関係のある事業体であったが、むしろ楽譜の貸し出しが主であり、その手数料を作家に還元するという事業を営んでいた。もちろんこの時期にも、楽譜を印刷して販売するという楽譜出版社としての機能を持ちながら発達したため、「ミュージック・パブリッシャー」という呼称が一般的になっていった。
著作権使用料の徴収が商業として一般化するようになると、「ミュージック・パブリッシャー」は、楽曲開発からプロモーション、ひいては作品管理の機関としての役割を果たすようになる。「ミュージック・パブリッシャー」を日本語に直訳したことで、日本では音楽作品を管理する会社のことを「音楽出版社」と呼ぶようになった。
現在では、著作権の管理および開発に留まらず、レコード会社による委託で原盤制作まで行うようになっている。

## 知的財産管理
音楽業界では、作品が商業的に使用される際に作家が受け取る使用料の管理を、音楽出版社が担当している。出版契約と呼ばれる契約により、作家は自分の作品の著作権を音楽出版社に窓口業務として「譲渡」する。その見返りとして、音楽出版社は作品の利用を許諾し、それらがどこで使われるかを監理し、使用料を徴収して、作家に印税を分配する。また、既存の作品を含めレコード会社、映画会社、テレビ局、実演家などの利用者へ売り込む営業を行う。
音楽出版社が所有し管理する著作権（出版権とも呼ばれる）は、レコード会社が通常所有する著作隣接権（原盤権とも呼ばれる）と並んで、音楽業界において最も重要な知的財産の一つであると目されている。音楽出版社は、この重要な資産を管理する中心的な役割を担っている。

## 役割
多様な利用が想定されるメジャー流通におけるリリース楽曲は通常、音楽出版社との間で出版契約（著作権譲渡契約）を結ばれて公表手続きが行われる。
音楽業界はレコード会社、音楽出版社、マネジメント（芸能事務所）の三者の連携が中心となって展開されており、音楽出版社は出版（作家の著作権）を管理し、レコード会社は原盤（レコード製作者の著作隣接権）を管理し、芸能事務所はアーティストを管理する。このうちアーティストには「実演家の著作隣接権」が発生するが、それはレコード会社に管理を任せることが多く、芸能事務所はもっぱらアーティストの活動自体を補佐する。
著作権法上、直接的に規定された事業・業務の形態ではないが、実務的必要性から広く認知された事業・業務であり、そもそもレコード登場以前の楽譜出版業から始まる、音楽産業において最も古い業種のひとつ。作曲家の事業が音楽出版、実演家に必要な事業がマネジメント、録音会社の事業がレコード会社としての歴史となる。
音楽出版社の主な業務は以下である。
- シンガーソングライターを含む、ソングライターや作曲家のスキルを上げるためのサポートをし、楽曲制作に必要な設備を提供したり、特定の市場向けにアドバイスやガイダンスを提供する
- 新作の手数料の確保や適切な著作権管理団体や機関に登録、デモ録音の制作サポート及び販促資料作成
- 国内外の商業ベースで音楽を使用する実演家、放送局、レコード会社などを含むあらゆる利用者に向けた営業活動
- 特別な使用法における、直接または著作権管理団体を介しての楽曲使用を許可
- 新しいライセンス機会への対応
- 作品とその著作権の管理～分配業務

音楽出版社は作品の利用機会の開発によって期待されうる将来の収入を担保として、作家に前金を支払う場合もある。出版契約の見返りとして、音楽出版社は著作権使用料のうち50％程度を作家に分配、残りの50％程度を管理、プロモーション費として、及び公表時のプロモーション各社に契約に応じ再分配する。
音楽著作権の使用料には大別して二つの種類がある。録音権使用料は、CDや音楽配信など、録音された音楽の販売から派生する。これらの使用料は、レコード会社から日本音楽著作権協会（JASRAC）やNexToneなどの録音権管理団体を経て音楽出版社に支払われる。演奏権使用料は、録音された音楽を放送するラジオ局などから支払われたり、楽曲のライブ演奏のために会場やイベント主催者から支払われ、JASRACなどの演奏権管理団体が徴収し、音楽出版社に支払われる。ミュージック・ビデオや映画などの映像に外国作品（洋楽）が使用される場合に限り、シンクロ権使用料が必要となる。その相場は1曲あたり10万円とされている。これらの使用料は、通常、音楽出版社の手を経て、作家に分配される。音楽出版社は、適切なアーティストに作家の作品の利用を提案して録音させたり、映画やテレビ番組やコマーシャルなど他の媒体に作品の利用を提案したりする業務も行っている。

## 日本の音楽出版社

### 日本型音楽出版社の特殊性
日本では海外からの要求に応える形で設立された業種であり、日本音楽出版社協会が音楽出版業の健全な発展と維持を図る活動等を行っている。
音楽作品の著作者は、契約を通じてその作品の著作権を音楽出版社に譲渡し、著作権者となった音楽出版社がその音楽作品の管理および利用者への売り込みやタイアップの取得などのプロモーションを行う。音楽出版社は、その音楽作品から得た著作権使用料から契約に応じた比率分を印税として著作者に分配する。譲渡の契約期間は10年で、別途書面にて申し入れをしない限りは自動延長されるというのが最もよく見られる形態である。とりわけ放送局系列の音楽出版社は、しばしば著作権存続期間中という非常に不公平な契約期間を作家に提案することもある。作家の立場が強い場合、契約期間を5年とする場合もある。期間を定めている場合は、その期限が到来すると譲渡されていた著作権は著作者に戻される。
音楽出版社は著作権管理のみならず、管理楽曲の利用機会の開発のために自ら原盤を制作し、音楽出版社自身が原盤権を保有したままレコード会社に原盤を供給するという契約形態も見受けられる。日本では歴史的経緯により楽曲プロモーション業に特化しており、プロダクション系出版社を除けば、楽曲開発はレコード会社のディレクターや作家事務所が行ってきた。
なお放送局が音楽出版社を持つのも日本独自の形態である。レコード会社が放送局から番組タイアップを獲得するのと引き換えに、放送局は主題歌にした音楽の著作権を著作者から放送局子会社の音楽出版社に譲渡させ、自社の各番組で大量に放送するという慣行が1990年代以降続いている。これにより、放送で流される曲の多くが子会社が権利を持つ曲となり、著作権使用料などの利益がグループ内で還流する一方で、放送される曲に偏りが生じたり、著作者は音楽を流してもらうために放送局に著作権を譲渡しなければならないという悪しき商慣行が生まれたりするなど、公平性を損なう恐れがある。アメリカなどでは放送局が音楽出版に投資することは禁じられている。

### 楽譜出版社との違い
一般の音楽関連の書籍・雑誌の出版社では、著作権の管理等を主な事業としていない。特に両者の分業が進んだ日本においては、外国楽曲の歌詞・楽譜を出版物に掲載する場合には、音楽関連の書籍・雑誌の出版社が、その外国曲の管理をしている「音楽出版社」に許諾を求めるのが通例である（日本の楽曲の場合には、日本音楽著作権協会他、国内の各管理会社）。
日本では、多くの場合、音楽出版社は日本音楽出版社協会に加盟し、楽譜や音楽専門書を刊行している出版社は、日本楽譜出版協会などの出版社団体に加盟している。音楽之友社、全音楽譜出版社、シンコーミュージック・エンタテイメントは、楽曲の著作権管理業務と楽譜及び音楽関連図書刊行事業の両方に取り組んでいるために、日本音楽出版社協会と日本楽譜出版協会の両方に加盟している。

## 世界の音楽出版社一覧

### メジャー・レーベル系
- ソニー・ミュージックパブリッシング（ソニー・ミュージックエンタテインメント）
- ユニバーサル・ミュージック・パブリッシング・グループ（ユニバーサル ミュージック グループ）
- ワーナー・チャペル音楽出版（英語版）（ワーナー・ミュージック・グループ）

### その他
- ディズニー・ミュージック・パブリッシング（ディズニー・ミュージック・グループ）
- チェリー・レーン・ミュージック（英語版）
- バグ・ミュージック（英語版）
- ピアーミュージック（英語版）
- クリサリス・ミュージック
- コバルト・ミュージック・グループ（英語版）
- BMGライツ・マネジメント（英語版）
- フィンテージ・ハウス（英語版）

## 日本の音楽出版社一覧

### 独立
- 音楽之友社
- シンコーミュージック・エンタテイメント
- 全音楽譜出版社
- インスパイア・ホールディングス

### レコード会社系列
- エイベックス・ミュージック・パブリッシング（エイベックス）
- クラウンミュージック（日本クラウン）
- コロムビアソングス（日本コロムビア）
- ズームリパブリック（徳間ジャパンコミュニケーションズ）
- セブンシーズ・ミュージック（キングレコード）
- ソニー・ミュージックパブリッシング (日本)（ソニー・ミュージックエンタテインメント (日本)）
- トイズファクトリーミュージック（トイズファクトリー）
- ドリーミュージックパブリッシング（ドリーミュージック）
- バップ音楽出版（バップ）
- ビクターミュージックアーツ（ビクターエンタテインメント）
- ポニーキャニオン音楽出版、エグジット音楽出版（ポニーキャニオン）
- ヤマハミュージックエンタテインメントホールディングス（ヤマハミュージックコミュニケーションズ）
- ユイソングス（フォーライフミュージックエンタテイメント）
- ビー企画室、ビーイングパブリッシング（ビーイング）

### 芸能プロダクション系列
- アワーソングス、田辺音楽出版（ケイダッシュグループ）
- エムシーキャビン音楽出版（研音グループ）
- ジャニーズ出版（ジャニーズ事務所）
- バーニングパブリッシャーズ（バーニングプロダクション）
- よしもとミュージックパブリッシング（吉本興業）
- 渡辺音楽出版（渡辺プロダクション）
- LDH music&publishing（LDH）

### 放送局系列
- NHK出版（NHK）
- テレビ朝日ミュージック（テレビ朝日）
- テレビ東京ミュージック（テレビ東京）
- 日音（TBSテレビ・TBSラジオ）
- 日本テレビ音楽（日本テレビ）
- フジパシフィックミュージック （フジテレビジョン・ニッポン放送）
- ABCフロンティア（朝日放送テレビ・朝日放送ラジオ）
- ミリカ・ミュージック（毎日放送・MBSラジオ）
- メディアプルポ（関西テレビ）
- YTE（読売テレビ）
- テレビ大阪サービス（テレビ大阪）
- CBCクリエイション（CBCテレビ・CBCラジオ）
- 東海パック（東海テレビ放送）
- RCCフロンティア（中国放送）
- RKBミューズ（RKB毎日放送）
- エス・テー・ビー開発センター（札幌テレビ放送・STVラジオ）
- tvkコミュニケーションズ（tvk）
- セントラルミュージック（文化放送）
- サウンズネクスト（TOKYO FM）
- J-WAVE MUSIC（J-WAVE）
- ユーズミュージック（USEN）
- SPACE SHOWER MUSIC（スペースシャワーネットワーク）

### 広告代理店系列
- 電通ミュージック・アンド・エンタテインメント（電通）
- 博報堂DYミュージック&ピクチャーズ（博報堂）
- ライトソング音楽出版（ADKホールディングス）

### カラオケ系列
- 第一興商音楽出版（第一興商）
- エクシング・ミュージックエンタテイメント（エクシング）

### 著作権管理事業者系
- MCJP（NexTone）